# Broșteni, Vrancea
Brosteni là một xã thuộc hạt Vrancea, România. Dân số thời điểm năm 2002 là 2160 người.